# Brice Jovial
Brice Jovial (ur. 25 stycznia 1984 w Aubervilliers) – francuski piłkarz pochodzenia gwadelupskiego występujący na pozycji napastnika.

## Kariera klubowa
Brice Jovial rozpoczął zawodową karierę w 2003 roku w występującym w czwartej lidze klubie Racing Club de France. Z Racingiem awansował do trzeciej ligi w 2004. W latach 2007–2008 był zawodnikiem trzecioligowego AS Cannes. W latach 2008–2009 występował w Belgii w Royalu Charleroi. W trakcie sezonu 2007-2008 był wypożyczony do drugoligowego Union Royale Namur.
W sezonie 2008-2009 był zawodnikiem czwartoligowego US Sénart-Moissy. Pierwszą część sezonu 2009-2010 spędził w trzecioligowym AS Beauvais Oise, skąd trafił do drugoligowego Le Havre AC. W Le Havre zadebiutował 18 stycznia 2010 w zremisowanym 1-1 meczu z Tours FC. Był to udany debiut, gdyż Jovial już w 3 min. strzelił bramkę dla Le Havre.
W latach 2011–2013 Jovial grał w Dijon FCO. W 2013 roku trafił do chińskiego Chengdu Blades. W 2015 grał w Wuhan Zall.
| Sezon   | Klub                  | Kraj    | Rozgrywki        | Mecze | Bramki | Rozgrywki Europy | Mecze | Bramki |
| ------- | --------------------- | ------- | ---------------- | ----- | ------ | ---------------- | ----- | ------ |
| 2002/03 | Racing Club de France | Francja | CFA              | 3     | 2      | –                | –     | –      |
| 2003/04 | Racing Club de France | Francja | CFA              | 23    | 12     | –                | –     | –      |
| 2004/05 | Racing Club de France | Francja | National         | 22    | 6      | –                | –     | –      |
| 2005/06 | AS Cannes             | Francja | National         | 17    | 4      | –                | –     | –      |
| 2006/07 | Royal Charleroi       | Belgia  | Jupiler League   | 19    | 1      | –                | –     | –      |
| 2007/08 | Royal Charleroi       | Belgia  | Jupiler League   | 10    | 1      | –                | –     | –      |
| 2007/08 | Union Royale Namur    | Belgia  | Tweede klasse    | 2     | 0      | –                | –     | –      |
| 2008/09 | US Sénart-Moissy      | Francja | CFA              | 13    | 6      | –                | –     | –      |
| 2009/10 | AS Beauvais Oise      | Francja | National         | 16    | 9      | –                | –     | –      |
| 2009/10 | Le Havre AC           | Francja | Ligue 2          | 13    | 6      | –                | –     | –      |
| 2010/11 | Le Havre AC           | Francja | Ligue 2          | 33    | 13     | –                | –     | –      |
| 2011/12 | Dijon FCO             | Francja | Ligue 1          | 30    | 9      | –                | –     | –      |
| 2012/13 | Dijon FCO             | Francja | Ligue 2          | 24    | 7      | –                | –     | –      |
| 2013    | Chengdu Blades        | Chiny   | China League One | 15    | 10     | –                | –     | –      |
| 2014    | Chengdu Tiancheng     | Chiny   | China League One | 22    | 13     | –                | –     | –      |
| 2015    | Wuhan Zall            | Chiny   | China League One | 28    | 13     | –                | –     | –      |

Stan na: koniec 2015

## Kariera reprezentacyjna
W reprezentacji Gwadelupy Jovial zadebiutował 7 czerwca 2011 w przegranym 2-3 meczu z reprezentacją Panamy podczas Złotego Pucharu CONCACAF. Był to udany debiut, gdyż Jovial zdobył obie bramki dla Gwadelupy. Na turnieju wystąpił w dwóch meczach z Panamą i Kanadą.